# Mario «Bombón» González
Mario Walter «Bombón» González (Montevideo, 27 de mayo de 1950 - 2 de noviembre de 2019) fue un futbolista uruguayo que jugaba como lateral derecho. Obtuvo seis campeonatos uruguayos con Peñarol e integró la selección uruguaya que disputó la Copa Mundial de 1974 en Alemania.

## Biografía
Nació en Montevideo, en 1950. Después de jugar en los clubes de baby fútbol Arequita y Rayo Rojo, en 1966 pasó a las categorías infantiles que en ese momento mantenía Peñarol, club en el que hizo todas las divisionales hasta debutar en el primer equipo en 1968, bajo la dirección de Rafael Milans.
Fue campeón uruguayo con Peñarol en 1968, 1973, 1974, 1975, 1978 (en forma invicta) y 1979. Obtuvo la Liguilla Pre-Libertadores de América en 1974, 1975, 1977 y 1978 y la Liga Mayor en 1978, año de su cuarta y última edición. También obtuvo varios campeonatos amistosos dentro y fuera de Uruguay. En Peñarol era conocido como un jugador clave en los partidos clásicos, en los que no podía faltar por su rendimiento y entrega.
El 21 de mayo de 1970 disputó el primer partido de la final de la Copa Libertadores 1970 en La Plata, frente a Estudiantes de La Plata y que Peñarol perdió 1 a 0. El director técnico Osvaldo Brandão lo hizo ingresar en sustitución del «Mono» Ricardo Soria y fue expulsado por una falta contra Juan Ramón Verón, por lo que se perdió el partido de vuelta. Finalmente, el campeón fue el equipo argentino al empatar 0 a 0 en Montevideo.
Dirigido por «Pulpa» Etchamendi, debutó en la selección uruguaya ante la selección española, en la inauguración de las obras de remodelación del estadio Vicente Calderón, el 23 de mayo de 1972. Integró el equipo que disputó la Copa Mundial de 1974 en Alemania, con la dirección de Roberto Porta. Durante los cinco años en los que integró la selección, estuvo a la orden de cinco directores técnicos: Etchamendi, Hugo Bagnulo, Porta, Juan Alberto Schiaffino y José María «Chema» Rodríguez.
En 1980 pasó a jugar a Chacarita Juniors, equipo en el que se retiró ese mismo año. En ese campeonato el club argentino descendió a Primera C.
Fue ayudante de campo de Jorge Fossati en el segundo quinquenio de Peñarol. Dirigió a la tercera división de River Plate que obtuvo el título de campeón de la divisional.
Falleció el 2 de noviembre de 2019, a los 69 años.